# Laurine Roux
Pour les articles homonymes, voir Roux.
Œuvres principales
- Une immense sensation de calme
- Le Sanctuaire
- L'autre moitié du monde

Laurine Roux, née en 1978 à Gap, est une romancière française.

## Biographie

### Enfance et formation
Laurine Roux naît en 1978 à Gap. Elle passe son enfance à Veynes,. Ses parents, Rolande et Jean-Fabien, sont respectivement enseignante et médecin. Sa tante, Christine Roux, est également écrivaine. Elle réalise une prépa littéraire à Marseille.

### Carrière
Laurine Roux commence par publier dans des revues, notamment L'Encrier renversé, Les Cahiers d’Adèle, 17 secondes, Pol(ys)sémique ou la Revue Métèque, des poésies ainsi que des nouvelles qui obtiennent divers prix comme le prix George Sand de la nouvelle en 2012,,. Elle publie également sur un blog, Pattes de mouches. Elle travaille aussi sur des créations musicales pour la jeunesse avec les compositeurs Florentine Mulsant et Benoît Menut dans le cadre du Festival de Chaillol.
En 2018, elle publie son premier roman, Une immense sensation de calme, un « conte de la fin du monde, sombre et apaisant », qu'elle a écrit huit années auparavant,. Il obtient le Prix Révélation de la Société des Gens de Lettres.
En 2020 parait Le Sanctuaire, « ode à la nature et conte dramatique sur une famille coupée du monde pour cause de pandémie. ». Selon le journal Le Monde, « Avec son deuxième roman, Laurine Roux joue du genre postapocalyptique pour livrer une belle fable sur la domination masculine et sa fin. » L'ouvrage obtient le Grand prix de l'Imaginaire 2021 et le prix des jeunes du deuxième roman Alain Spiess,. Il intègre également la sélection du prix littéraire du Monde,.
L'autre moitié du monde, publié en 2022, « roman sur la guerre civile espagnole », obtient le Prix Orange du Livre 2022 et le prix du Baz’Art des mots 2022,.
Sur l'épaule des géants, « la fresque d’une famille de savants », publié en 2022 également, obtient le Prix Alexandre-Vialatte 2023. Le livre se déroule durant toute la durée du XXe siècle, de l'affaire Dreyfus aux attentats du 11 septembre 2001. « Le style est brillant. L’histoire est impressionnante. Vialatte est partout dans l’incongruité et la fantaisie. » explique le jury. Il est en outre sélectionné pour le prix des Libraires 2023.
En 2023, elle publie son premier roman jeunesse, Le Souffle du Puma, qui s'inspire de faits réels, autour d'archéologues et de momies. Pour La Revue des livres pour enfants, « La langue généreuse de l'autrice, riche en images et pourvue d'une certaine matérialité, est rythmée et mélodieuse. Cette écriture nous emporte avec émotion et tension dans une épopée romanesque, mêlée d'Histoire et de transmission. ». Le roman est finaliste pour le Prix Vendredi 2023.
Parallèlement, elle va régulièrement à la rencontre des jeunes lecteurs,,,.

#### Enseignement
Laurine Roux est également professeure de lettres. Sa première titularisation a lieu en 2002 au collège Arthur Rimbaud dans les quartiers nord de Marseille. Elle enseigne désormais dans les Hautes-Alpes, au collège de Tallard,,.

### Vie privée
Elle habite à Châteauvieux et a deux filles, Louison et Violette.

## Œuvres

### Romans
- Une immense sensation de calme, Le Sonneur, 2018Prix Révélation de la SGDL
- Le Sanctuaire[9],[10], Le Sonneur, 2020Grand prix de l'Imaginaire 2021[11]
- L'autre moitié du monde[13], Le Sonneur, 2022. Prix Orange du Livre 2022[14]
- Sur l'épaule des géants[16], Le Sonneur, 13 octobre 2022  Prix Alexandre-Vialatte 2023[17]
- Le Souffle du Puma[20],[21], École des Loisirs, mai 2023

## Prix et distinctions
- Prix Révélation de la SGDL 2018[8] pour Une immense sensation de calme
- Grand prix de l'Imaginaire 2021[11] pour Le Santuaire
- Prix Orange du Livre 2022[14] pour L'autre moitié du monde
- Prix Alexandre-Vialatte 2023[17] pour Sur l'épaule des géants
- Finaliste Prix Vendredi 2023[22] pour Le Souffle du puma
- Sélection (en lice) Prix A-Fictionados 2024[27] pour Le Souffle du puma